# Emilio Bestetti
Emilio Bestetti (Milán, 14 de febrero de 1879 - Milán, 18 de marzo de 1954) fue un editor e intelectual italiano.  

## Biografía

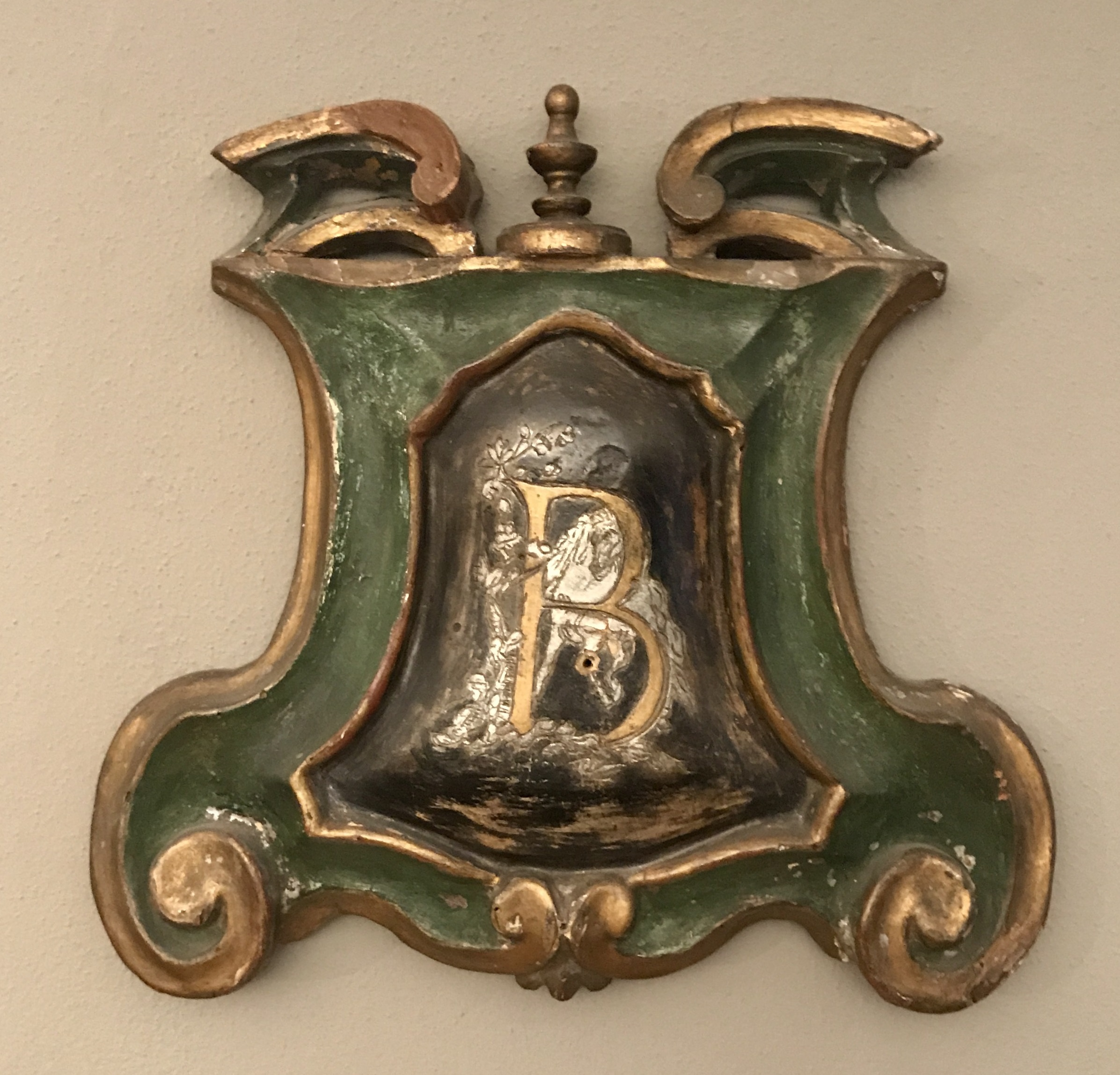
Logotipo Bestetti Edizioni d'Arte, diseñado por Giorgio De Chirico, Milán, 1914.

Bestetti aprendió sus primeras nociones de pintura de Giuseppe Barbaglia. En 1916 expuso en la exposición denominada Autoritratto en Milán. Hizo una famosa copia de la Última Cena de Leonardo da Vinci, cediéndola en préstamo a la Sacristía de la iglesia donde se guarda la Última Cena de Milán.
Lector voraz, en 1906 fundó con Calogero Tumminelli la editorial de arte Bestetti e Tumminelli,  especializada en publicaciones de arte. Imprimió las revistas Dedalo, dirigida por Ugo Ojetti, y Architettura e arti decorative, dirigida por M. Piacentini y G. Giovannoni. Con G. Treccani financió  y ejecutó el plan editorial de la Enciclopedia Italiana, de gran riqueza en ilustraciones.
Después de 1946, con su nieto Carlo Bestetti y con esfuerzos de distribución y difusión se convirtió en una de las casas editoriales europeas del mayor prestigio intelectual en el mundo del arte. Hizo grandes descubrimientos de escritores italianos como Gabriele D'Annunzio y Ugo Ojetti, o de artistas como Giorgio De Chirico, Gregorio Sciltian, Renato Guttuso, Mario Sironi, Massimo Campuigli, Carlo Carrà, Marcello Piacentini y Gustavo Giovannoni. 

## Exposiciones
- Autoritratto, Famiglia Artistica Milanese, Milán, 1916